# Srdiecko
Srdiecko – wymarły rodzaj karaczanów z rodziny Caloblattinidae. Obejmuje tylko jeden opisany gatunek, S. tri. Żył w jurze na terenie obecnej Azji Środkowej.

## Taksonomia
Rodzaj i gatunek typowy opisane zostały po raz pierwszy w 2008 roku przez Petera Vršanskiego na łamach Zootaxa. Opisu dokonano na podstawie skamieniałości znalezionej w Formacji Karabastau na stanowisku Karatau-Gałkino. Datuje się ją na kelowej, oksford lub kimeryd w jurze. Nazwa rodzajowa pochodzi od słowackiego srdiečko oznaczającego „serduszko” i nawiązuje do kształtu przedplecza, zaś epitet gatunkowy oznacza po słowacku „trzy” i nawiązuje do liczby przyoczek.

## Morfologia
Karaczan ten miał dość wąskie i wydłużone ciało z wzorem barwnym na głowie, przedpleczu i skrzydle. Cechował się przysadzistą głową o długości i szerokości wynoszącej około 5,8 mm. Oczy złożone były długie i wąskie, a oprócz nich występowały trzy duże przyoczka ułożone niemal liniowo, tylko środkowe umieszczone było nieco wierzchołkowo. Czułki były grube, osadzone w panewkach o średnicy około 1 mm. Aparat gębowy charakteryzował się bardzo dużym nadustkiem, zaopatrzonymi w dwa drobne ząbki, tęgimi żuwaczkami oraz delikatnymi i krótkimi głaszczkami. Sercowatego kształtu przedplecze miało około 7,4 mm długości i 8,3 mm szerokości. Skrzydło tylne osiągało około 18 mm długości, miało wąskie remigium, niezmodyfikowaną żyłkę subkostalną, wyróżnialny sektor radialny i rozbudowaną żyłkę medialną. Odwłok dysponował długimi, wieloczłonowymi przysadkami odwłokowymi.

## Paleoekologia
W osadach formacji Karabastau karaczany są stosunkowo licznie reprezentowane. Znane są z niej również należące do tej samej rodziny Decomposita i Paleovia, należące do Liberiblattinidae Hydrokhoohydra, Kazachiblattina i Liberiblattina oraz Falcatusiblatta z rodziny Raphidiomimidae i Skok z rodziny Skokidae. Z tej samej lokalizacji co Srdiecko, stanowiska Gałkino, znane są także skamieniałości wielu innych owadów, m.in.: skorków z rodzajów Asiodiplatys i Semenovioloides, prostoskrzydłych z rodzaju Aboilus, straszyków z rodzaju Necrophasma, psotników z rodzaju Paramesopsocus, pluskwiaków z rodzaju Asionecta, chrząszczy z rodzajów: Ageratus, Ampliceps, Codemus, Mesocupes, Nanophydes, Omma, Oxycorynoides i Psacodromeus, wielbłądek z rodzaju Mesoraphidia, błonkówek z rodzajów: Auliserphus, Kulbastavia, Mesohelorus i Stephanogaster, muchówek z rodzaju Polyanka czy wojsiłek z rodzaju Protorthophlebia.